# Eloy Ramírez Ugalde
Eloy Ramírez Ugalde (Iquique, 1905 - 19 de julio de 1983) fue un obrero y político comunista chileno. No estudió formalmente. Aprendió a leer y escribir mientras trabajaba. Fue obrero pampino desde los 8 años, cuando se desempeñó como destasador de tiros, que consistía en introducir niños en los agujeros para explosivos y así ensancharlos.

## Actividades laborales
Así es como la explotación y las condiciones de vida del obrero despiertan la crítica interior a muy temprana edad. A los 13 años ingresa a la Federación Obrera de Chile, donde conoce a Luis Emilio Recabarren, quien fue su inspirador.

## Actividades políticas
Miembro del Partido Comunista, hubo un período en que fue parte del Partido Progresista Nacional, nombre que recibió el comunismo durante su período de ilegalidad por la Ley de Seguridad del Estado.
Elegido Presidente del Sindicato Obrero Industrial de la Oficina salitrera Mapocho (1937).
Alcalde de la Municipalidad de Iquique (1938-1941). Durante su administración fomentó la industrialización pesquera y salitrera, mejoró las redes comerciales y defendió siempre las reivindicaciones sindicales.
Posteriormente asumió ciertas responsabilidades en el Partido Comunista y fue director de "El despertar de los Trabajadores", hasta que fue confinado al campo de concertración de Pisagua (1947), a raíz de la Ley de Defensa de la Democracia, impuesta por el gobierno de Gabriel González Videla.
En 1960, una vez derogada la Ley Maldita, fue elegido Regidor de Iquique, cargo que fue reelecto en 1963. Designado por el gobierno de Salvador Allende como administrador de la Oficina salitrera "Victoria" (1971-1973), hasta que volvió a Pisagua detenido por la dictadura militar.
Durante la dictadura de Pinochet es detenido en innumerables ocasiones, y sometido a torturas por la DINA (1980), hasta los últimos años de su vida fue perseguido por la CNI, a pesar de su avanzada edad y deteriorada salud, fallece el 19 de julio de 1989.